# Polysyncraton infundibulum
Polysyncraton infundibulum är en sjöpungsart som beskrevs av Kott 200. Polysyncraton infundibulum ingår i släktet Polysyncraton och familjen Didemnidae. Inga underarter finns listade i Catalogue of Life.